# Associação para Mulheres em Arquitetura e Design
A Associação para Mulheres em Arquitetura e Design (AWA+D) é uma associação profissional sem fins lucrativos com sede em Los Angeles, Califórnia. A organização tem como objetivo apoiar mulheres que trabalham nas áreas de arquitetura e design por meio de programação educacional, networking e orientação. A história do AWA+D remonta a 1922.

## História
Em 1915, quatro estudantes de arquitetura da Universidade de Washington em St. Louis foram rejeitadas pela fraternidade arquitetónica masculina. Essas mulheres, Helen Milius, May Steinmesch, Jane Pelton e Angela Burdeau, decidiram criar a sua própria irmandade arquitetónica chamada La Confrerie Alongine. La Confrerie Alongine mais tarde tornou-se Alpha Alpha Gamma. Essas quatro mulheres encontraram muitas estudantes de arquitetura como elas em vários campus universitários e iniciaram filiais de Alpha Alpha Gamma.
Fundada em 28 de janeiro de 1922, Alpha Alpha Gamma tornou-se uma irmandade nacional oficial que apoia estudantes do sexo feminino que estudam arquitetura. Em 1934, mulheres arquitetas formaram a Associação de Mulheres na Arquitetura, com Alpha Alpha Gamma permanecendo como organização afiliada para estudantes que ingressam no mercado de trabalho. Em 1948, a organização decidiu renomear The Association for Women in Architecture para The Association for Women in Architecture and Allied Arts. Essa mudança de nome ajudou a apoiar mulheres nas áreas de arquitetura, design de interiores, engenharia e artistas de vários princípios.
Em 1950, havia cerca de vinte filiais profissionais e estudantis espalhadas pelo país. Com o crescimento, veio a pressão para manter o título da associação. Fazer isso significava publicar um boletim informativo chamado Keystone, bem como financiar uma convenção nacional anual. Por causa da pressão, a organização precipitou-se para uma reorganização, levando assim à sua dissolução em 1964, embora várias filiais estudantis e profissionais continuassem em diversas universidades e cidades dos Estados Unidos.
A filial de Los Angeles da Associação para Mulheres na Arquitetura (AWA-LA) tornou-se a única sobrevivente da AWA, com uma grande taxa de crescimento na área de Los Angeles. Em 1975, a AWA-LA expandiu o número de membros para incluir outras pessoas interessadas em apoiar as mulheres. Esta expansão permitiu aos homens tornarem-se membros oficiais. Assim, a parte “das Mulheres” do nome foi alterada para “para Mulheres”.

## Hoje
Em 2012, a organização mudou de Associação para Mulheres na Arquitetura e Artes Afins para Associação para Mulheres na Arquitetura e Design para apoiar arquitetos, empreiteiros, designers de interiores, engenheiros, urbanistas, designers e artistas em áreas semelhantes, e estudantes matriculados nessas áreas.
A Associação para Mulheres em Arquitetura e Design, é uma organização sem fins lucrativos. Com a filial de Los Angeles sendo a principal, hoje a organização apoia as mulheres e os avanços que as mulheres vivenciam nessas áreas. Com a missão "Encorajamos e promovemos altos níveis de realização, fornecendo programação educacional, orientação e oportunidades de carreira esclarecedoras para estudantes e profissionais nessas áreas. Cultivamos a consciência do valor e dos avanços criados pela nossa profissão." A organização continua a crescer e a mudar à medida que novas oportunidades vão surgindo.
Os arquivos da organização estão guardados nas Bibliotecas Universitárias da Virginia Tech no Arquivo Internacional de Mulheres na Arquitetura (IAWA).

## Filiais
As filiais de Alpha Alpha Gamma encontram-se nas seguintes localidades:
- 1922 – Alpha – Universidade de Washington em St. Louis
- 1922 – Beta – Universidade de Minnesota
- 1922 – Gamma – Universidade do Texas
- 1922 – Delta – Universidade da Califórnia
- 1925 – Epsilon – Universidade de Illinois
- 1928 – Zeta – Universidade de Michigan
- 1935 – Eta – Universidade Cornell
- 1950 – Theta – Universidade Estadual do Kansas
- 1956 – Iota – Universidade de Auburn
- 1957 – Kappa – Universidade da Califórnia, Los Angeles
- 1966 – Lambda – Universidade do Kansas

## Membros notáveis
Norma Sklarek, uma notável “pioneira”, foi a primeira mulher afro-americana a receber uma licença de arquitectura em Nova Iorque, além de ser a primeira mulher a ser eleita Fellow do American Institute of Architects (FAIA). Mais tarde, ingressou na firma Margot Siegel AIA Architecture, que foi criada por outro membro, Margot Siegel, em 1971. Outro membro da AWA-LA, Kate Diamond, juntou-se à empresa. A união desses três membros da AWA-LA na firma Margot Siegel AIA Architecture criou a maior empresa operada e controlada por mulheres.
Membros notáveis:
- Geórgia Louise Harris Brown[8]
- Norma Sklarek[3]
- Catarina Diamante[9]
- Margot Siegel[3]
- Henrietta May Steinmesch (cofundadora)